# Chalinochromis brichardi
Chalinochromis brichardi és una espècie de peix de la família dels cíclids i de l'ordre dels perciformes.

## Morfologia
- Els mascles poden assolir 12 cm de longitud total.[1][2]

## Alimentació
Menja invertebrats.

## Hàbitat
És una espècie de clima tropical entre 24 °C-27 °C de temperatura.

## Distribució geogràfica
Es troba a Àfrica: llac Tanganyika.